# 방겔리스 모라스
에방겔로스 "방겔리스" 모라스(그리스어: Βαγγέλης Μόρας, 1981년 8월 26일, 라리사 ~ )는 그리스의 전 축구 선수로 포지션은 중앙 수비수이었다. 현재는 축구 감독을 맡고 있다.

## 클럽 경력

### 그리스 시절
모라스는 그리스 클럽 라리사에서 축구 생활을 시작했고 20살의 나이에 프로오데프티키로 이적하였다. 프로오데프티키에서 한 시즌이 지나고, 팀은 2002-03 시즌에 그리스 슈퍼 리그로 승격하였다.
1부리그에서 좋은 모습을 보인 그는 22살에 나이에 그리스의 빅클럽 AEK 아테네로 이적하였다. 그는 84경기에 출전하였지만, 충분히 좋은 모습을 보이지 못하여 2007년 5월 22일에 방출당하였다.

### 볼로냐
2007년 7월 1일 모라스는 이탈리아 클럽 볼로냐와 계약했다. 그는 거기서 한 시즌을 보내며 팀의 세리에 A로 승격에 기여했다. 그는 나폴리와의 경기에서 결승골을 넣으며 그의 볼로냐 이적 후 첫 골을 넣었다.
2011년 3월 25일 그는 그리스 클럽 파나티나이코스와 연결되기 시작하였다. 그가 말하길 볼로냐는 자신과 재계약하지 않았고 그는 축구 생활을 계속하고 싶었다고 한다. 그리스의 스포츠 신문에 따르면, 파나티나이코스는 장알랭 붐송의 대체자로 그와 계약하길 원하다고 하였다.

### 스완지 시티
2011년 9월 26일 프리미어 리그 팀 스완지 시티와 계약했다. 그는 2011년 10월 22일 울브스와 2-2 무승부 경기에 출전하며 데뷔전을 치렀다. 2012년 1월에 3개월 임대 계약이 만료되어 그는 팀을 떠났다.

### 체세나
2012년 1월 21일 그는 로마에 5-1로 지던 경기에서 데뷔전을 치렀다. 그는 2012년 6월에 6개월간의 임대 계약이 만료되어 팀을 떠났다.

### 베로나
2012년 7월 1일 모라스는 이탈리아 클럽 엘라스 베로나와 계약했다. 그는 한 시즌을 보내며 팀의 세리에 A 승격에 기여했다. AS 바레세를 상대로 결승골을 넣으며 이적 후 첫 골을 넣었다.

## 국가대표팀 경력
모라스는 2004년 하계 올림픽에 그리스 대표팀으로 출전하였다.
세리에 A 소속 클럽에서 인상적인 모습을 보인 그는 2009년 2월 11일 덴마크와 친선전 경기에서 그리스 축구 국가대표팀에 출전하며 국제 경기 데뷔전을 치렀다.